# Magical Girl Raising Project
Magical Girl Raising Project (魔法少女育成計画?, Mahō shōjo ikusei keikaku, lett. "Il progetto di istruzione per ragazze magiche") è una serie di light novel scritta da Asari Endō e illustrata da Maruino. Dieci volumi sono stati pubblicati da Takarajimasha, sotto l'etichetta Kono light novel ga sugoi! Bunko, a partire da giugno 2012. Due adattamenti manga sono stati serializzati da Kadokawa Shoten sul Comp Ace, mentre un adattamento anime, prodotto da Lerche, è stato trasmesso in Giappone tra il 1º ottobre e il 17 dicembre 2016.

## Personaggi
Snow White (スノーホワイト?, Sunō Howaito) / Koyuki Himekawa (姫河 小雪?, Himekawa Koyuki)
Doppiata da: Nao Tōyama
Protagonista della serie. Ha circa 13/14 anni, e frequenta la seconda media. Tra tutte le maghe è quella che più assomiglia allo stereotipo delle "mahou shoujou". Dolce, timida e innocente, ha una passione per gli anime di genere Mahou shoujou e dei loro prodotti, ma che tiene segreta per non farsi prendere per una bambina, ma non ha mai smesso di sognare di diventare una di loro. all'inizio dell'anime quando diventa una maga, riesce ad arrivare prima in classifica in una settimana, e così anche nella prima e nella seconda settimana quando inizierà il dimezzamento. Coinvolta nella conflitto, cercherà in ogni modo di tenere alte le sue convinzioni fino alla fine. La sua magia speciale è quella di poter leggere i pensieri nelle persone in pericolo, o nei guai.
Ripple (リップル?, Ripparu) / Kano Sazanami (細波 華乃?, Sazanami Kano)
Doppiata da: Manami Numakura
Co-Protagonista. Ha 17 anni, e frequenta la seconda superiore. Il suo abito e stile ricordano molto quelli dei guerrieri ninja. Ha una personalità distaccata, risoluta e, se qualcuno la infastidisce, molto impulsiva e manesca. Fin da piccola a dovuto sopportare una madre che divorziava e si sposava una continuazione, questo faceva in modo che Kano venisse allontanata dai compagni di scuola, che la credevano una poco di buono; quando poi l'ultimo compagno della madre aveva cercato di molestarla e lei per difendersi, si è trasferita altrove (non prima di aver dato un calcio in faccia al patrigno), ignorando da allora un qualunque contatto con sua madre. Quando diventò una maga fu addestrata da Top Speed con cui fece squadra da allora, affezionandosi poco a poco. Verrà coinvolta suo malgrado nel conflitto, ma cercherà di combattere le altre maghe solo per difendersi. La sua magia speciale è quella di non mancare mai un bersaglio quando lancia qualcosa (shuriken, coltelli o altri oggetti).
Swim Swim (スイムスイム?, Suimu Suimu) / Ayana Sakanagi (坂凪 綾名?, Sakanagi Ayana)
Doppiata da: Inori Minase
Una bambina delle elementari, amante delle principesse e che da grande vuole essere una dama, e in seguito a un incontro con Nemurin in sogno (quest'ultima ignara della sua identità segreta) una vera leader e principessa. quando è trasformata sembra una ragazza quasi adulta con un costume da bagno intero e le ali da pipistrello. Apatica e quasi insensibile, sembra che nulla la tocchi, ha un vocabolario molto stretto, però è tremendamente sveglia e attenta. È stata addestrata e reclutata da Ruler, che ammira, adora e onora sempre e comunque, tanto da prenderla come una guida da seguire e un modello di comportamento. Diventerà la maggior antagonista. La sua magia speciale è quella di diventare acqua.
Clamberry, musicista della foresta (森の音楽家クラムベリー?, Mori no Ongakuka Kuramuberī)
Doppiata da: Megumi Ogata
La prima maga del gioco e la più esperta di tutte. Il suo aspetto sembra quello di un elfo della foresta. All'inizio misteriosa ma dagli atteggiamenti molto socievoli seppur calmi, si scoprirà avere una personalità molto più oscura della sua facciata tranquilla. La sua magia speciale è quella di poter manipolare le onde sonore e far sentire al nemico qualsiasi cosa lei voglia.
Hardgore Alice (ハードゴア・アリス?, Hādogoa Arisu) / Ako Hatoda (鳩田 亜子?, Hatoda Ako)
Doppiata da: Rina Hidaka
In realtà è una stundentessa di prima media di circa 11/12 anni. È l'ultima maga ad entrare nel gioco prima del conflitto, infatti senza di lei nulla sarebbe iniziato (o così pare). Il suo abito nero da maga è molto gotico e ricorda molto gli indumenti stile "Alice nel paese delle meraviglie", porta sempre con sé un peluche di coniglio bianco, che non fa parte del costume. Inquietante, introversa che non riesce a esprimere i suoi veri sentimenti ed emozioni, nasconde in realtà una personalità molto dolce, timida e ligia al dovere, oltre che una strana ammirazione per Snow White, che lei vuole seguire e aiutare a tutti i costi. Suo padre ha ucciso sua madre, da allora è molto chiusa e evitata dai suoi coetanei, trova una vera casa tra i suoi zii, a cui vuole molto bene intenzionati ripagarli per la loro ospitalità con dei lavori part-time (anche se è molto giovane) anche se loro non lo pretendono; vuole ancora bene al padre, ma lui non sembra volere che lei lo veda più. Quando diventa una maga verrà addestrata da Sister Nana farà squadre con Snow White, che rimarrà un po' inquieta, per il suo strano comportamento. La sua magia speciale è la rigenerazione da qualunque ferita.
Top Speed (トップスピード?, Toppu Supīdo) / Tsubame Murota (室田 つばめ?, Murota Tsubame)
Doppiata da: Yumi Uchiyama
Una casalinga di 19 anni, felicemente sposata con un candidato elettorale. Nella sua forma magica, somiglia più a una strega che ad una maghetta (con il cappello a punta nero e una scopa). Energica e maschiaccio, ma anche amichevole, materna e gentile. A scuola era una teppista e capo di una gang di motocicliste, ma dopo essersi innamorata del fratello maggiore di una sua amica, che ha 7 anni più di lei, ha deciso di lasciare la sua vita all'insegna delle risse e delle razzie e di sposarsi con l'uomo che amava. Diventa colei che ha addestrato Kano (Ripple) e a cui si affezionerà molto nel corso della serie. Ripete sempre durante la serie di voler vivere a tutti i costi almeno per i seguenti 6 mesi. La sua magia speciale è quella di volare a grande velocità sulla sua scopa. È una delle poche maghe capaci di volare.
Calamity Mary (カラミティ・メアリ?, Karamiti Meari) / Naoko Yamamoto (山本 奈緒子?, Yamamoto Naoko)
Doppiata da: Kikuko Inoue
È una donna di 39 anni, ubriacona e probabilmente disoccupata. Quando è una maga ha degli abiti stile cowgirl e infatti viene considerata da tutti una fuorilegge che si comporta come se fosse nel Far West. Sadica e crudele vuole sempre tutti ai suoi piedi o che non le mettano i bastoni tra le ruote; ha infatti tre regole: Mai opporsi a lei, mai crearle problemi e mai farla arrabbiare. È sposata e ha una figlia piccola, ma essendo una donna violenta con la bambina e detestando suo marito, è stata abbandonata dai due, in realtà si odiava perché se la prendeva con quelli più piccoli e deboli di lei, da quando è una maga vive una vita tra case grani e lussuose e si trova a suo agio a battersi con le maghe, mettendo in pericolo anche gli esseri umani se è necessario. Ha addestrato Ruler, ma le due si sono allontanate dopo uno scontro da cui è uscita vincitrice. La sua magia speciale è aumentare la potenza di qualsiasi arma a sua disposizione.
Minael (ミナエル?, Minaeru) / Mina Amasato (天里 美奈?, Amasato Mina) e Yunael (ユナエル?, Yunaeru) / Yuna Amasato (天里 優奈?, Amasato Yuna)
Doppiate da: Risae Matsuda e Satsumi Matsuda
Sono due studentesse dell'università molto infantili e sciocche. Gemelle inseparabili dalla nascita: Mina è la gemella maggiore e Yuna la gemella minore. Quando sono trasformate si fanno chiamare le "Peacky Angels" quasi uguali, Mina ha i capelli più spettinati e l'ala a destra, Yuna ha i capelli a caschetto perfettamente lisci e ha l'ala a sinistra e lavorano tutt'al più in coppia, sono tra le poche maghe nella serie che possono volare. Fanno parte del gruppo di Ruler, odiata da quest'ultime, per il suo atteggiamento rigido e poco socevole nei loro confronti. La loro magia speciale è la trasfigurazione, ma funziona in maniera diversa fra le due: Mina può diventare qualsiasi oggetto, Yuna può diventare qualsiasi essere vivente.
Tama (たま?) / Tama Inubouzaki (犬吠埼 珠?, Inubōzaki Tama)
Doppiata da: Asuka Nishi
Una ragazzina molto timida e debole, fa parte del gruppo di Ruler che segue fedelmente e senza cercare di farla infuriare. Nei panni di maga ha un costume da cagnolino: con un capello con le orecchie e i guanti che sfoderano artigli. Coinvolta a suo malgrado nello scontro, cerca solo di aiutare le sue compagne. Incapace di fare del male a una mosca volontariamente, è molto dolce e vuole bene alle sue amiche maghe. Vive con i genitori e il fratellino, che però la considerano una perdente, rispetto a quest'ultimo, l'unica che le dava un po' di conforto era la sua nonnina a cui voleva bene. Ma quando quest'ultima è venuta a mancare considera il suo gruppo l'unico dove può rendersi utile. La sua magia speciale è creare tunnel, sia fisici creando voragini, sia magici distorcendo lo spazio e la materia.
Sister Nana (シスターナナ?, Shisutā Nana) / Nana Habutae (羽二重 奈々?, Habutae Nana)
Doppiata da: Saori Hayami
Giovane adulta in carne, ma molto graziosa e delicata. Come maga ha un abito che ricorda quello di una suora e le pupille degli occhi sono a forma di croce. Altruista, ingenua, pacifista, moralista, femminile ma debole di carattere. Ha addestrato nel ruolo di maghe La Pucelle, Top Speed, e la sua compagna Wess WinterPrison con cui, nella vita vera, è fidanzata, infatti è stata proprio lei a convincerla a giocare al social game e far sì che diventi una maga. Cerca in tutti i modi di evitare un conflitto tra le sue colleghe maghe, facendo la moralista a tutte, persino a Calamity Mary, che non l'ha presa bene. La sua magia speciale è potenziare le abilità delle persone che ama.
Weiss Winterprison (ヴェス・ウィンタープリズン?, Vesu Wintāpurizun) / Shizuku Ashuu (亜柊 雫?, Ashū Shizuku)
Doppiata da: Yū Kobayashi
Una studentessa universitaria, fidanzata apertamente con Sister Nana. Il suo abbigliamento da maga consiste in un lungo soprabito e sciarpa neri. Una donna molto forte e mascolina che ama Nana più di qualsiasi cosa al mondo, infatti con lei è amorevole, dolce e protettiva, con gli altri è  schiva e diffidente. Cerca in ogni modo di proteggere la sua amata, che appoggia in tutto e per tutto, aiutandola a cercare di evitare conflitti tra maghe, anche se finisce più volte di scontrarsi con qualcuno. La sua magia speciale consiste di creare muri dal terreno circostante.
Magicaloid 44 (マジカロイド44?, Majikaroido Fōtīfō) / Makoto Andou (安藤 真琴?, Andō Makoto)
Doppiata da: Satomi Arai
Si dice che sia una maga - robot che viene dal futuro, ma in realtà è una quindicenne, scappata di casa, libera professionista che svolge lavoretti part-time per avere aiuti finanziari e vivere dove le pare. Diventando una maga è quella che cambia più di tutte, diventando un robot senziente capace di volare. Egoista, bugiarda, avara e avida, tiene di più alla sua vita che a quella degli altri fino ad arrivare a mentire e a cercare alleati forti per sopravvivere al conflitto tra maghe. Sembra sia in buoni rapporti con Sister Nana, che le ha chiesto degli oggetti per far diventare una maga la sua ragazza, in cambio di cospicue somme di denaro, fino a che non lo è diventata per davvero. La sua magia speciale è quella di tirare fuori dal suo zainetto un probabile, o improbabile, oggetto futuristico.
La Pucelle (ラ・ピュセル?, Ra Pyuseru) / Sōta Kishibe (岸辺 颯太?, Kishibe Sōta)
Doppiato da: Azusa Tadokoro
È un timido ma coraggioso ragazzino di 13/14 anni che frequenta la seconda media. Quando è una maga diventa una ragazza a tutti gli effetti (Con una mes da cavaliere con la coda e le corna di un drago) cosa che ha creato fin dall'inizio un certo imbarazzo. Sōta è un amico di infanzia di Koyuki (Snow White), condividendo la passione per le maghette, ma poi si sono separati e lui è stato costretto a nascondere la sua passione, fino al giorno in cui ha trovato il Magical Girl Raising Project. Quando rincontrerà Koyuki (di cui è innamorato e ricambiato)diventerà colui che l'allenerà e con cui farà coppia all'inizio, rimanendo fedele come l'amica della convinzione che le maghe dovrebbero aiutare gli innocenti. La sua magia speciale è quella di modificare le dimensioni della sua spada a comando.
Ruler (ルーラ?, Rūra) / Sanae Mokuou (木王 早苗?, Mokuō Sanae)
Doppiata da: Yōko Hikasa
Una giovane impiegata di una compagnia, con doti di comando e strategia, ambiziosi. Nelle sue vesti da maga ha un abbigliamento che ricordano quelli di una principessa o di una regina. È egoista e altezzosa, lascia sempre fare agli altri il lavoro pesante, prendendosi tutte le lodi e i meriti. Ambiziosa e cerca di riempirsi di gente più debole per sentirsi meno impotente, considera Swim Swim il suo braccio destro e la meno imbranata della sua squadra. È stata addestrata da Camality Mary, al quale si è però ribellata, venendo sconfitta e quasi fatta fuori, da allora la evita meditando vendetta nei suoi confronti. La sua magia speciale è quella di controllare gli altri con il suo scettro, a patto che punti lo scettro ben fermo sul suo bersaglio e che sia a un raggio 5 metri.
Nemurin (ねむりん?) / Nemu Sanjō (三条 合歓?, Sanjō Nemu)
Doppiata da: Tomoyo Kurosawa
Ventenne disoccupata e neet che sta sempre collegata al pc. Come maga ha sempre con sé un pigiama e un cuscino. Dormigliona tranquilla e molto pigra, ma molto simpatica ed amichevole, preferisce essere una maga nel mondo dei sogni invece che nella vita vera. Sarà la prima a subire le conseguenze del dimezzamento delle maghe all'inizio della serie. La sua magia speciale è quella di entrare nei sogni delle persone.

## Media

### Light novel
La serie è stata scritta da Asari Endō con le illustrazioni di Maruino. Il primo volume è stato pubblicato da Takarajimasha, sotto l'etichetta Kono light novel ga sugoi! Bunko, l'8 giugno 2012 e al 10 dicembre 2016 ne sono stati messi in vendita in tutto dieci.
| Nº | Titolo italiano (traduzione letterale)                    | Data di prima pubblicazione              | Data di prima pubblicazione |
| Nº | Titolo italiano (traduzione letterale)                    | Giapponese                               |                             |
| 1  | —                                                         | 8 giugno 2012 ISBN 978-4-7966-8039-4     |                             |
| 2  | Restart (prima parte) 「restart（前）」 - Restart (mae)   | 9 novembre 2012 ISBN 978-4-8002-0182-9   |                             |
| 3  | Restart (seconda parte) 「restart（後）」 - Restart (ato) | 10 dicembre 2012 ISBN 978-4-8002-0525-4  |                             |
| 4  | Episodes 「episodes」                                     | 10 aprile 2013 ISBN 978-4-8002-0934-4    |                             |
| 5  | Limited (prima parte) 「limited（前）」 - Limited (mae)   | 9 novembre 2013 ISBN 978-4-8002-1849-0   |                             |
| 6  | Limited (seconda parte) 「limited（後）」 - Limited (ato) | 9 dicembre 2013 ISBN 978-4-8002-1852-0   |                             |
| 7  | Jokers 「JOKERS」                                         | 9 agosto 2014 ISBN 978-4-8002-3070-6     |                             |
| 8  | Aces 「ACES」                                             | 10 settembre 2015 ISBN 978-4-8002-4586-1 |                             |
| 9  | Episodes Φ 「episodesΦ」                                  | 9 aprile 2016 ISBN 978-4-8002-5443-6     |                             |
| 10 | Queens 「QUEENS」                                         | 10 dicembre 2016 ISBN 978-4-8002-6217-2  |                             |

### Manga
Un adattamento manga, disegnato da Pochi Edoya, è stato serializzato sulla rivista Comp Ace di Kadokawa Shoten dal 26 settembre 2014 al 26 ottobre 2015. I capitoli sono stati raccolti in due volumi tankōbon, pubblicati rispettivamente il 26 giugno 2015 e il 26 marzo 2016. Un secondo manga di Nori Senbei, intitolato Mahō shōjo ikusei keikaku: restart (魔法少女育成計画 restart?), ha iniziato al serializzazione sempre sul Comp Ace il 26 aprile 2016.

#### Volumi
| Nº | Data di prima pubblicazione | Data di prima pubblicazione | Data di prima pubblicazione |
| Nº | Giapponese                  | Giapponese                  |                             |
| -- | --------------------------- | --------------------------- | --------------------------- |
| 1  | 26 giugno 2015              | ISBN 978-4-04-103140-7      |                             |
| 2  | 26 marzo 2016               | ISBN 978-4-04-103867-3      |                             |

### Anime
Annunciato il 10 settembre 2015 sull'ottavo volume delle light novel, un adattamento anime, prodotto da Lerche e diretto da Hiroyuki Hashimoto, è andato in onda dal 1º ottobre al 17 dicembre 2016. Le sigle di apertura e chiusura sono rispettivamente Sakebe (叫べ?) di Manami Numakura e Dreamcatcher di Nano. In varie parti del mondo gli episodi sono stati trasmessi in streaming in simulcast, anche coi sottotitoli in lingua italiana, da Crunchyroll.

#### Episodi
| Nº | Titolo italiano Giapponese 「Kanji」 - Rōmaji                                                            | In onda          | In onda |
| Nº | Titolo italiano Giapponese 「Kanji」 - Rōmaji                                                            | Giapponese       |         |
| 1  | Benvenuta in un mondo di sogni e magia! 「夢と魔法の世界へようこそ！」 - Yume to mahō no sekai e yōkoso! | 1º ottobre 2016  |         |
| 2  | Raccogliamo le Magical Candies 「マジカルキャンディーを集めよう！」 - Majikaru Kyandī o atsumeyō!        | 8 ottobre 2016   |         |
| 3  | Notifica di aggiornamento! 「バージョンアップのお知らせ！」 - Bājon appu no oshirase!                    | 15 ottobre 2016  |         |
| 4  | Trova altri amici! 「フレンドを増やそう！」 - Furendo o fuyasō!                                          | 22 ottobre 2016  |         |
| 5  | Nuovo personaggio! 「新キャラを追加しました！」 - Shin kyara o tsuika shimashita!                        | 29 ottobre 2016  |         |
| 6  | Ottenete lo strumento super-raro! 「激レアアイテムをゲットしよう！」 - Geki rea aitemu o getto shiyō!    | 5 novembre 2016  |         |
| 7  | Aumenta la nuova affinità! 「親密度を上げよう！」 - Shinmitsudo o ageyō!                                 | 12 novembre 2016 |         |
| 8  | Evento speciale in corso! 「ゲリライベント発生中！」 - Gerira ibento hassei-chū!                         | 19 novembre 2016 |         |
| 9  | Notifica di aggiornamento del regolamento 「ルール変更のお知らせ」 - Rūru henkō no oshirase              | 26 novembre 2016 |         |
| 10 | Modalità scontri casuali attivata! 「乱入バトル確変中！」 - Rannyū batoru kakuhen-chū!                   | 3 dicembre 2016  |         |
| 11 | Server in manutenzione 「サーバーメンテナンス中です」 - Sābā mentenansu-chū desu                         | 10 dicembre 2016 |         |
| 12 | File not found 「File not found」                                                                        | 17 dicembre 2016 |         |